# Gran Premio de Gran Bretaña de Motociclismo de 2000
El Gran Premio de Gran Bretaña de Motociclismo de 2000 fue la novena prueba del Campeonato del Mundo de Motociclismo de 2000. Tuvo lugar en el fin de semana del 7 al 9 de julio de 2000 en el Donington Park, situado en la localidad de North West Leicestershire, Inglaterra, Reino Unido. La carrera de 5000cc fue ganada por Valentino Rossi, seguido de Kenny Roberts Jr. y Jeremy McWilliams. Ralf Waldmann ganó la prueba de 250cc, por delante de Olivier Jacque y Naoki Matsudo. La carrera de 125cc fue ganada por Youichi Ui, Emilio Alzamora fue segundo y Noboru Ueda tercero.

## Resultados 500cc
| Pos. | N.º | Piloto              | Constructor | Vueltas | Tiempo/Retirado | Grilla | Puntos |
| ---- | --- | ------------------- | ----------- | ------- | --------------- | ------ | ------ |
| 1    | 46  | Valentino Rossi     | Honda       | 30      | 52:37.246       | 4      | 25     |
| 2    | 2   | Kenny Roberts, Jr.  | Suzuki      | 30      | +0.395          | 2      | 20     |
| 3    | 99  | Jeremy McWilliams   | Aprilia     | 30      | +0.944          | 15     | 16     |
| 4    | 65  | Loris Capirossi     | Honda       | 30      | +23.037         | 12     | 13     |
| 5    | 17  | Jurgen vd Goorbergh | TSR-Honda   | 30      | +25.574         | 16     | 11     |
| 6    | 6   | Norick Abe          | Yamaha      | 30      | +27.057         | 7      | 10     |
| 7    | 1   | Àlex Crivillé       | Honda       | 40      | +29.617         | 8      | 9      |
| 8    | 5   | Sete Gibernau       | Honda       | 30      | +30.166         | 14     | 8      |
| 9    | 4   | Max Biaggi          | Yamaha      | 30      | +30.873         | 5      | 7      |
| 10   | 8   | Tadayuki Okada      | Honda       | 30      | +31.584         | 9      | 6      |
| 11   | 7   | Carlos Checa        | Yamaha      | 30      | +38.869         | 6      | 5      |
| 12   | 55  | Régis Laconi        | Yamaha      | 30      | +44.057         | 10     | 4      |
| 13   | 26  | John McGuinness     | Honda       | 30      | +1:03.534       | 18     | 3      |
| 14   | 10  | Alex Barros         | Honda       | 30      | +1:13.535       | 1      | 2      |
| 15   | 30  | Anthony Gobert      | Modenas     | 30      | +1:15.652       | 20     | 1      |
| 16   | 9   | Nobuatsu Aoki       | Suzuki      | 30      | +1:31.057       | 11     |        |
| 17   | 24  | Garry McCoy         | Yamaha      | 29      | +1 Vuelta       | 3      |        |
| 18   | 18  | Sebastién Le Grelle | Honda       | 29      | +1 Vuelta       | 21     |        |
| Ret  | 31  | Tetsuya Harada      | Aprilia     | 12      | Retirado        | 13     |        |
| Ret  | 25  | José Luis Cardoso   | Honda       | 10      | Retirado        | 17     |        |
| Ret  | 20  | Phil Giles          | Honda       | 1       | Retirado        | 19     |        |
| DNQ  | 15  | Yoshiteru Konishi   | TSR-Honda   |         |                 |        |        |

- Pole position: Alex Barros, 1:32.316
- Vuelta Rápida: Garry McCoy, 1:39.895

## Resultados 250cc
| Pos. | N.º | Piloto             | Constructor | Vueltas | Tiempo/Retirado | Grilla | Puntos |
| ---- | --- | ------------------ | ----------- | ------- | --------------- | ------ | ------ |
| 1    | 6   | Ralf Waldmann      | Aprilia     | 27      | 49:41.073       | 6      | 25     |
| 2    | 19  | Olivier Jacque     | Yamaha      | 27      | +0.344          | 1      | 20     |
| 3    | 8   | Naoki Matsudo      | Yamaha      | 27      | +1.609          | 15     | 16     |
| 4    | 4   | Tohru Ukawa        | Honda       | 27      | +6.909          | 3      | 13     |
| 5    | 24  | Jason Vincent      | Aprilia     | 27      | +22.714         | 9      | 11     |
| 6    | 30  | Alex Debón         | Aprilia     | 27      | +43.663         | 18     | 10     |
| 7    | 56  | Shinya Nakano      | Yamaha      | 27      | +47.345         | 2      | 9      |
| 8    | 16  | Johan Stigefelt    | TSR-Honda   | 27      | +1:12.409       | 16     | 8      |
| 9    | 42  | David Checa        | TSR-Honda   | 27      | +1:13.408       | 19     | 7      |
| 10   | 74  | Daijirō Katō       | Honda       | 27      | +1:23.370       | 5      | 6      |
| 11   | 9   | Sebastián Porto    | Yamaha      | 27      | +1:37.181       | 11     | 5      |
| 12   | 31  | Lucas Oliver Bultó | Yamaha      | 27      | +1:54.363       | 27     | 4      |
| 13   | 71  | Gary Haslam        | Honda       | 27      | +1:54.697       | 29     | 3      |
| 14   | 25  | Vincent Philippe   | TSR-Honda   | 27      | +2:00.208       | 23     | 2      |
| 15   | 23  | Julien Allemand    | Yamaha      | 26      | +1 Vuelta       | 26     | 1      |
| 16   | 26  | Klaus Nöhles       | Aprilia     | 26      | +1 Vuelta       | 10     |        |
| 17   | 41  | Jarno Janssen      | TSR-Honda   | 26      | +1 Vuelta       | 20     |        |
| 18   | 10  | Fonsi Nieto        | Yamaha      | 26      | +1 Vuelta       | 14     |        |
| 19   | 73  | Jason Davis        | Honda       | 26      | +1 Vuelta       | 28     |        |
| Ret  | 14  | Anthony West       | Honda       | 22      | Accidente       | 7      |        |
| Ret  | 21  | Franco Battaini    | Aprilia     | 18      | Accidente       | 12     |        |
| Ret  | 33  | David Tomás        | Honda       | 17      | Retirado        | 30     |        |
| Ret  | 77  | Jamie Robinson     | Aprilia     | 15      | Accidente       | 8      |        |
| Ret  | 72  | Lee Jackson        | Honda       | 15      | Accidente       | 31     |        |
| Ret  | 70  | Tom Tunstall       | Honda       | 15      | Retirado        | 32     |        |
| Ret  | 37  | Luca Boscoscuro    | Aprilia     | 12      | Accidente       | 22     |        |
| Ret  | 15  | Adrian Coates      | Aprilia     | 12      | Accidente       | 24     |        |
| Ret  | 18  | Shahrol Yuzy       | Yamaha      | 9       | Accidente       | 21     |        |
| Ret  | 44  | Roberto Rolfo      | Aprilia     | 8       | Retirado        | 13     |        |
| Ret  | 11  | Ivan Clementi      | Aprilia     | 5       | Retirado        | 25     |        |
| Ret  | 13  | Marco Melandri     | Aprilia     | 1       | Accidente       | 4      |        |
| Ret  | 22  | Sébastien Gimbert  | TSR-Honda   | 1       | Retirado        | 17     |        |

- Pole position: Olivier Jacque, 1:34.181
- Vuelta Rápida: Jamie Robinson, 1:39.886

## Resultados 125cc
| Pos. | N.º | Piloto             | Constructor | Vueltas | Tiempo/Retirado | Grilla | Puntos |
| ---- | --- | ------------------ | ----------- | ------- | --------------- | ------ | ------ |
| 1    | 41  | Youichi Ui         | Derbi       | 26      | 43:28.374       | 1      | 25     |
| 2    | 1   | Emilio Alzamora    | Honda       | 26      | +0.752          | 4      | 20     |
| 3    | 5   | Noboru Ueda        | Honda       | 26      | +3.104          | 2      | 16     |
| 4    | 4   | Roberto Locatelli  | Aprilia     | 26      | +4.181          | 6      | 13     |
| 5    | 3   | Masao Azuma        | Honda       | 26      | +4.358          | 12     | 11     |
| 6    | 32  | Mirko Giansanti    | Honda       | 26      | +14.117         | 7      | 10     |
| 7    | 9   | Lucio Cecchinello  | Honda       | 26      | +14.609         | 3      | 9      |
| 8    | 39  | Jaroslav Huleš     | Italjet     | 26      | +28.730         | 8      | 8      |
| 9    | 29  | Ángel Nieto Jr     | Honda       | 26      | +35.300         | 11     | 7      |
| 10   | 12  | Randy de Puniet    | Aprilia     | 26      | +38.275         | 14     | 6      |
| 11   | 8   | Gianluigi Scalvini | Aprilia     | 26      | +38.957         | 10     | 5      |
| 12   | 15  | Alex De Angelis    | Honda       | 26      | +43.184         | 20     | 4      |
| 13   | 21  | Arnaud Vincent     | Aprilia     | 26      | +49.993         | 18     | 3      |
| 14   | 18  | Toni Elías         | Honda       | 26      | +1:00.467       | 17     | 2      |
| 15   | 22  | Pablo Nieto        | Derbi       | 26      | +1:06.862       | 19     | 1      |
| 16   | 11  | Max Sabbatani      | Honda       | 26      | +1:07.560       | 15     |        |
| 17   | 51  | Marco Petrini      | Aprilia     | 26      | +1:10.485       | 22     |        |
| 18   | 17  | Steve Jenkner      | Honda       | 26      | +1:13.586       | 21     |        |
| 19   | 24  | Leon Haslam        | Italjet     | 26      | +1:23.679       | 24     |        |
| 20   | 73  | Stuart Easton      | Honda       | 26      | +1:46.031       | 26     |        |
| 21   | 34  | Eric Bataille      | Honda       | 26      | +1:52.377       | 27     |        |
| 22   | 53  | William De Angelis | Aprilia     | 26      | +1:59.279       | 23     |        |
| 23   | 71  | Paul Robinson      | Honda       | 26      | +2:15.991       | 28     |        |
| Ret  | 16  | Simone Sanna       | Aprilia     | 17      |                 | 13     |        |
| Ret  | 72  | Kenny Tibble       | Honda       | 14      |                 | 25     |        |
| Ret  | 26  | Ivan Goi           | Honda       |         |                 | 9      |        |
| Ret  | 23  | Gino Borsoi        | Aprilia     |         |                 | 5      |        |
| Ret  | 54  | Manuel Poggiali    | Derbi       |         |                 | 16     |        |
| DNS  | 10  | Adrián Araujo      | Honda       |         | No corrió       |        |        |
| DNQ  | 35  | Reinhard Stolz     | Honda       |         | No clasificó    |        |        |

- Pole position: Youichi Ui, 1:38.413
- Vuelta Rápida: Masao Azuma, 1:39.077